# Lettere marocchine
Lettere marocchine (in spagnolo Cartas marruecas) è un romanzo epistolare di José Cadalso pubblicato nel 1789.
La modernità della prosa, il carattere controverso di molte di queste lettere, la rilevanza permanente di molti degli argomenti trattati dall'autore nella sua critica alla Spagna, e il tono disinvolto e piacevole che mantiene nell'opera contribuiscono al fatto che quest'opera ha ottenuto riconoscimenti dal giorno della sua pubblicazione. Oggi è considerato da molti critici uno dei capolavori della letteratura spagnola del XVIII secolo.